# 前野唯雪
前野 唯雪（まえの ただゆき）は、江戸時代前期ごろの武将。讃岐高松藩生駒家江戸詰家老で前野自性の長男。

## 生涯
唯雪は、江戸時代前期ごろ（1600年代前半）に前野自性の子に生まれる。父の自性は関ヶ原の戦いで西軍についた石田三成家老の前野忠康の養子であったものの、藤堂高虎の娘を娶り赦される。高虎の凱旋で江戸詰家老の父とともに讃岐高松藩に仕える。
後に生駒騒動が起きると、唯雪の父、自性は騒動の中で病死し、唯雪が後任の江戸詰家老となった。しかし、前野派と対立していた生駒帯刀は主君高俊を動かし、前野派を罷免したので、唯雪らはこの処置に激怒し、一類の者をはじめ家臣あげて脱藩離散するという事態に至った。生駒家では幕閣の上裁を仰ぐが、事ここに至っては藤堂高次、土井利勝の力量をもってしても幕府を押さえることは許されず、寛永17年（1640年）7月、生駒家讃岐高松藩十七萬千八百石は公収され、出羽国（秋田県）由利郡矢島へ移され、堪忍料一万石を与えられた。唯雪と石崎若狭は切腹。上坂勘解由、森出雲守、石崎八郎右衛門、安藤蔵人、岡村又兵衛、小野木十左衛門ら、前野氏に仕えた一類の人々も徒党を組んで国を走り出た罪で、いずれも死刑となった。このうち森出雲守は妹婿、小野木十左衛門は義理の叔父であり、事実上の一門であった。一方、生駒帯刀は忠義の心から事を起したとはいえ、家老としての処置を誤ったという理由で出雲国（島根県）松江藩に預けられ、五十人扶持を与えられた。

## 氏族
前野氏は、桓武天皇皇子の良岑安世を始祖とする良岑氏の系統 で、平安時代末期もしくは鎌倉時代初期に創設された氏である。良岑高成(立木田高成)の子である前野高長もしくはその曾孫である前野時綱が尾張国丹羽郡前野村（現在の愛知県江南市前野町～大口町辺り）に移り住んで前野を名乗ったのが始まりとされている。

## 系譜
- 父：前野自性
- 母：不詳